# Fuchs (Sternbild)
Der Fuchs (lateinisch Vulpecula, wörtlich Füchslein oder Füchschen) ist ein Sternbild des Nordhimmels.

## Beschreibung

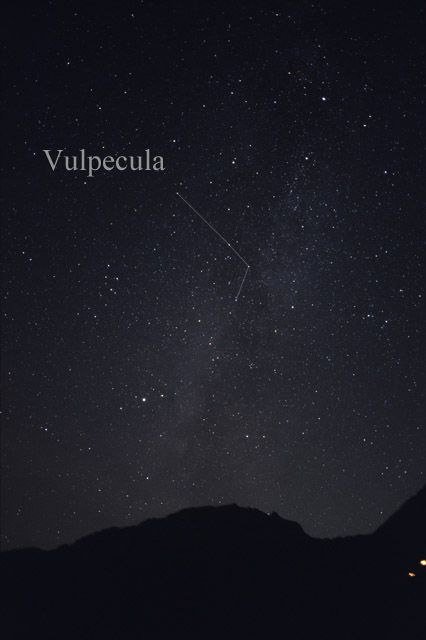
Das Sternbild Fuchs inmitten der Sommermilchstraße

Der Fuchs ist ein Sternbild zwischen dem markanten Schwan (Cygnus) und dem Pfeil (Sagitta). Keiner seiner Sterne ist heller als die 4. Größenklasse.
Durch den Fuchs zieht sich das sternreiche Band der Milchstraße, daher enthält er eine Reihe von offenen Sternhaufen. Interessante Beobachtungsobjekte sind der planetarische Nebel M 27, auch Hantelnebel genannt, und die auffällige Sternkonstellation Collinder 399.

## Geschichte
Das Sternbild wurde Ende des 17. Jahrhunderts von dem Danziger Astronomen Johannes Hevelius eingeführt. Ursprünglich hieß es Vulpecula cum ansere (dt. Fuchs mit Gans). Die Gans, die der Fuchs in seinen Fängen hielt, ist heute kein offizielles Sternbild mehr, jedoch erinnert der Name des hellsten Sternes Anser (auch Lukida Anseris genannt) an das Geflügeltier. Der in diesem Sternbild verewigte Fuchs hatte einst das antike Theben terrorisiert. Selbst Lailaps, der Hund der Artemis, hatte ihn nicht zur Strecke bringen können, worauf Zeus sowohl den Hund als auch den Fuchs in den Himmel befördert, aber auf entgegengesetzten Stellen positioniert hatte.
1967 entdeckten Antony Hewish und Jocelyn Bell von der Universität Cambridge im Fuchs den ersten Pulsar (PSR J1921+2153). Im August 2010 wurde durch das Projekt Einstein@home ein weiterer, bisher unentdeckter Pulsar ausgemacht.

## Himmelsobjekte

### Sterne
Nur der hellste Stern trägt mit "Alpha Vulpeculae" (α Vul) eine Bayer-Bezeichnung.
Der Hauptstern des Fuchses ist Alpha Vulpeculae, welcher auch die traditionellen Eigennamen Anser und Lukida Anseris trägt. Es handelt sich um  einen roten Riesenstern mit dem 40-fachen Durchmesser und der 400-fachen Leuchtkraft der Sonne und einer effektiven Oberflächentemperatur von 4000 K. Die Entfernung des Sterns beträgt etwa 300 Lichtjahre.
| B   | F  | Namen o. andere Bezeichnungen | Größe (mag) | Lj    | Spektralklasse  |
| --- | -- | ----------------------------- | ----------- | ----- | --------------- |
| α   | 6  | Anser, Lukida Anseris         | 4,45        | 300   | M0,5 III        |
| 400 | 23 |                               | 4,52        | 327   | K3 III Fe-1     |
| 400 | 13 |                               | 4,56        | 339   | B9,5 III        |
| 400 | 31 |                               | 4,57        | 190   | G7 IIIFe        |
| 400 | 15 | NT                            | 4,65 (var)  | 240   | A4 III          |
| 400 |    | QR                            | 4,75 (var)  | 1.000 | B3 V            |
| 400 | 1  |                               | 4,77        | 800   | B4 IV           |
| 400 | 29 |                               | 4,82        | 230   | A0 V            |
| 400 | 30 |                               | 4,91        | 320   | K1 III          |
| 400 | 12 | V395                          | 4,96 (var)  | 630   | B2,5 Ve         |
| 400 | 9  |                               | 5,00        | 550   | B8 IIIn         |
| 400 | 32 |                               | 5,01        | 600   | K4 III          |
| 400 | 28 |                               | 5,05        | 520   | B5 IV           |
| 400 | 17 |                               | 5,06        | 500   | B3 V            |
| 400 | 4  |                               | 5,16        | 270   | K0 III          |
| 400 | 22 | QS                            | 5,18 (var)  | 2.000 | G5 Ib–II + B8 V |
| 400 | 3  | V377                          | 5,19 (var)  | 366   | B6 III          |
| 400 | 21 | NU                            | 5,19 (var)  | 300   | A7 IVn          |
| 400 | 16 |                               | 5,20        | 220   | F2 III          |
| 400 | 33 |                               | 5,29        | 450   | K3,5 III        |
| 400 | 24 |                               | 5,30        | 440   | G8 III          |
| 400 | 35 |                               | 5,38        | 190   | A1 VmA3         |
| 400 | 2  | ES                            | 5,39 (var)  | 1.200 | B0,5 IV         |
| 400 | 19 |                               | 5,49        | 1.400 | K2 IIIaCa       |
| 400 | 10 |                               | 5,50        | 330   | G8 III          |
| 400 | 18 |                               | 5,51        | 420   | A2 IV           |
| 400 |    | HR 7601                       | 5,52        | 470   | A0 III          |
| 400 | 25 |                               | 5,56        | 1.000 | B6 IVe          |
| 400 | 34 |                               | 5,57        | 270   | K1 III          |
| 400 |    | HR 7573                       | 5,57        | 1.700 | A2 Ia           |
| 400 | 27 |                               | 5,58        | 320   | B8 V            |
| 400 | 5  |                               | 5,59        | 240   | A0 V            |
| 400 | 14 |                               | 5,66        | 160   | F0              |
| 400 |    | HR 8198                       | 5,66        | 220   | A8 III          |
| 400 |    | HR 7811                       | 5,67        | 480   | G6 III          |
| 400 |    | HR 8190                       | 5,69        | 170   | F1 IV           |
| 400 |    | T                             | 5,77 (var)  | 1.700 | F5 Ib + A0,8 V  |
| 400 |    | HR 7250                       | 5,79        | 350   | A4 III          |
| 400 | 8  |                               | 5,81        | 500   | K0 III          |
| 400 |    | HR 7656                       | 5,81        | 1.100 | B4 V            |
| 400 |    | HR 7391                       | 5,87        | 600   | M0 III          |
| 400 |    | HR 7421                       | 5,89        | 200   | K0 III–IV       |
| 400 | 20 |                               | 5,92 (var)  | 800   | B7 Ve           |
| 400 |    | HR 7895                       | 5,93        | 2.000 | K1 II + B7      |
| 400 |    | HR 7540                       | 6,00        | 410   | K0 II–III       |

### Doppelsterne
| System                     | Größen (mag)     | Abstand      |
| -------------------------- | ---------------- | ------------ |
| 1                          | 4,8 / 11,6       | 39,1″        |
| 2                          | 5,4 / 8,7 / 10,4 | 1,8″ / 51,5″ |
| 13                         | 4,6 / 7,4        | 1,4″         |
| 16                         | 5,8 / 6,1        | 0,9″         |
| QR                         | 4,8 / 7,6        | 0,5″         |
| Hantelnebel (Zentralstern) | 14 / 17          | 6,4″         |

Ein enger Doppelstern ist 16 Vulpeculae. Mit 0,9″ Abstand eignet er sich aufgrund der fast gleichen Helligkeiten der Komponenten gut als Testobjekt für ein mittleres Amateurfernrohr oder -teleskop. Um ihn in zwei Einzelsterne aufzulösen, benötigt man einen Refraktor mit 15 cm Öffnung (bei einem Reflektor empfiehlt sich eine etwas größere Öffnung). Zur Trennung sollte man zumindest auf 300-fach vergrößern. 16 Vulpeculae liegt 220 Lichtjahre entfernt und besitzt eine Umlaufperiode von 1.200 Jahren.
Der Zentralstern des Hantelnebels (M 27), ein weißer Zwerg, ist ein physischer Doppelstern. In 6,4″ Distanz besitzt dieser einen nur 17 mag hellen roten Zwerg als Begleiter.
Spektroskopische Doppelsterne im Fuchs sind (in Klammer die Umlaufperiode): 1 Vulpeculae (249,4 Tage), 3 Vulpeculae (367,76 Tage) 7 Vulpeculae (69,3 Tage), 18 Vulpeculae (9,316 Tage), 22 Vulpeculae (249,2 Tage), 26 Vulpeculae (11,088 Tage), 30 Vulpeculae (6,86 Jahre) und 31 Vulpeculae (5,09 Jahre). Zudem ist 23 Vulpeculae ein enger Doppelstern mit einer Periode von 25,33 Jahren, jedoch zählt dieser nicht zu den spektroskopischen Doppelsternen.

### Asterismen
α Vulpeculae ist ein optischer Doppelstern, der schon freiäugig – entsprechend gute Himmelsbedingungen vorausgesetzt – als solcher erkannt werden kann. Im Abstand von 428″ ist der Stern 8 Vulpeculae sichtbar. Tatsächlich liegen beide Sterne nur von der Erde aus gesehen in einer Richtung. Sie sind mehr als 200 Lichtjahre voneinander entfernt und nicht über die Schwerkraft aneinander gebunden.

### Veränderliche Sterne
| Stern | Größe (mag)      | Periode    | Typ                          |
| ----- | ---------------- | ---------- | ---------------------------- |
| 2     | Amplitude = 0,06 | 0,61 Tage  | Beta-Cephei-Stern            |
| 3     | Amplitude = 0,03 |            | langsam pulsierender B-Stern |
| 12    | 4,8 bis 5,0      |            | Be-Stern                     |
| 15    | 4,6 bis 4,7      | 14 Tage    | Cor Caroli                   |
| 21    | Amplitude = 0,05 | 0,23 Tage  | Delta-Scuti-Stern            |
| 22    | Amplitude = 0,12 | 249,2 Tage | ζ-Aurigae-Stern              |
| QR    | 4,6 bis 4,8      |            | Gamma-Cassiopeiae-Stern      |
| T     | 5,4 bis 6,1      | 4,44 Tage  | Cepheiden                    |

22 Vulpeculae (QS Vulpeculae) ist ein bedeckungsveränderlicher Stern mit einer Periode von 249,2 Tagen. Er wird als ζ-Aurigae-Stern klassifiziert, einem veränderlichen Sterntyp, der den Algolsternen ähnelt. Der Hauptstern ist ein viereinhalb Sonnenmassen schwerer gelber Überriese vom Spektraltyp G5, sein Begleiter ein Hauptreihenstern mit drei Sonnenmassen vom Spektraltyp B8.
Helle Novae, die im Fuchs aufleuchteten, waren CK Vulpeculae (1670 bis 1672), NQ Vulpeculae (1976) und QU Vulpeculae (1984). Die Nova CK Vulpeculae wurde im Juni 1670 entdeckt und ist damit die erste dokumentierte Nova. Zwischen 1670 und 1672 leuchtete sie dreimal auf, sodass sie mit freiem Auge sichtbar war. Zudem erhielt sie die Flamsteed-Bezeichnung 11 Vulpeculae. Danach verblasste die Nova und war in den folgenden Jahrhunderten unauffindbar. Erst 1981 gelang die Wiederentdeckung. Man fand einen schwachen bipolaren Nebel, in dessen Zentrum eine kompakte Radioquelle liegt. Die genaue Natur der Nova ist bis heute nur unzureichend geklärt. Man vermutet, dass es sich nicht um eine klassische Nova, sondern um ein viel selteneres Ereignis (leuchtkräftige rote Nova, diffusionsinduzierte Nova oder später thermischer Puls) gehandelt hat.

### Messier- und NGC-Objekte
| Messier (M) | NGC           | sonstige      | Größe (mag) | Typ                  | Name               |
| ----------- | ------------- | ------------- | ----------- | -------------------- | ------------------ |
| 27          | 6853          | Hantelnebel   | 7,4         | planetarischer Nebel |                    |
|             | 6793          |               | 8,5         | offener Sternhaufen  |                    |
|             | 6802          |               | 8,8         | offener Sternhaufen  |                    |
|             | 6820          |               |             | Emissionsnebel       |                    |
|             | 6823          |               | 7,1         | offener Sternhaufen  |                    |
|             | 6827          |               | 12          | offener Sternhaufen  |                    |
|             | 6830          |               | 7,9         | offener Sternhaufen  |                    |
|             | 6885 (= 6882) |               | 8,1         | offener Sternhaufen  |                    |
|             | 6940          |               | 6,3         | offener Sternhaufen  |                    |
|             |               | Collinder 399 | 3,6         | Asterismus           | Kleiderbügelhaufen |
|             |               | Stock 1       | 5,3         | offener Sternhaufen  |                    |
|             |               | Hen 2-437     | 15          | planetarischer Nebel |                    |

M 27, der Hantelnebel, ist einer der bekanntesten planetarischen Nebel. Er wurde 1764 von Charles Messier als erstes Objekt seiner Art entdeckt. Es handelt sich um die abgestoßene Gashülle eines Sterns. Der Nebel kann bereits mit einem Fernglas als schwach leuchtende Scheibe mit einem Durchmesser von etwa 6′ beobachtet werden. Im Teleskop werden hellere Strukturen sichtbar, die an eine Hantel erinnern. Der weiße Zwergstern im Zentrum des Nebels ist lediglich 14 hell und kann daher nur mit größeren Teleskopen beobachtet werden.
NGC 6823 ist ein offener Sternhaufen. Dieser ist im Emissionsnebel und H-II-Gebiet Sh2-86 bzw. NGC 6820 eingebettet. Oft wird Sh2-86 mit NGC 6820 gleichgesetzt, obwohl NGC 6820 im engeren Sinne nur einen besonders hellen Knoten in Sh2-86 bezeichnet. NGC 6820/Sh2-86 und NGC 6823 stellen das Kerngebiet der noch viel weitreichenderen Sternassoziation Vulpecula OB1 dar. Sie umfasst einen Himmelsausschnitt von 4° mal 2° und liegt etwa 7.500 Lichtjahre entfernt.
Das NGC-Objekt 6885, ein offener Sternhaufen, ist sehr wahrscheinlich identisch mit NGC 6882. Der Entdecker Wilhelm Herschel gab für beide Nummern leicht unterschiedliche Positionen an, doch vermutlich war dies nur ein Fehler und er meinte ein und dasselbe Objekt. In manchen Katalogen hingegen werden beide Objekte als eigenständige Haufen oder NGC 6882 als Teilhaufen von NGC 6885 angeführt. NGC 6882/6885 ist bereits in einem kleinen Fernrohr sichtbar und besteht aus wenigen hellen, sehr locker angeordneten Sternen.
Die Haufen Collinder 399 (auch Kleiderbügelhaufen oder Brocchis Haufen genannt) und Stock 1 können bereits leicht mit einem Opernglas in Einzelsterne aufgelöst werden. Collinder 399 ist aber kein echter Sternhaufen, sondern nur eine zufällige Anordnung von helleren Sternen, die unterschiedlich weit entfernt sind. Im Gegensatz dazu gehören die Sterne von Stock 1 auch räumlich zusammen.
Der Fuchs enthält darüber hinaus einige lichtschwache Galaxien und weitere planetarische Nebel, die in den New General Catalogue aufgenommen wurden. Allerdings sind diese Objekte schwächer als die 13. Größenklasse und nur in großen Teleskopen oder auf langbelichteten Fotografien sichtbar.